# Progetto Volley Team Modica 2021-2022
Questa voce raccoglie le informazioni riguardanti la Progetto Volley Team Modica nelle competizioni ufficiali della stagione 2021-2022.

## Stagione
Nella stagione 2021-22 la Progetto Volley Team Modica assume la denominazione sponsorizzata di Egea Pvt Modica.
Grazie all'acquisto del titolo sportivo dal Cutrofiano partecipa per la seconda volta alla Serie A2 terminando il girone B della regular season di campionato all'undicesimo posto in classifica; disputa quindi la pool salvezza che chiude al settimo posto in classifica retrocedendo in serie Serie B1.

## Organigramma
Area direttiva
- Presidente: Simone Cicero
- Vice presidente: Enzo Garofalo
- Direttore generale: Bartolo Ferro

Area tecnica
- Allenatore: Enrico Quarta (fino al 25 febbraio 2022), Luca D'Amico (dal 26 febbraio 2022)
- Allenatore in seconda: Giancarlo Fortunato
- Scout man: Mauro Montero

Area marketing
- Responsabile marketing: Giorgio Scavino

Area sanitaria
- Medico: Alessandra Armenia
- Preparatore atletico: Facundo Villalobos
- Fisioterapista: Giovanni Aprile
- Nutrizionista: Francesca Caschetto

## Rosa
| N° | Nome                | Ruolo | Data di nascita  | Nazionalità sportiva |
| -- | ------------------- | ----- | ---------------- | -------------------- |
| 1  | Barbara Bacciottini | P     | 28 luglio 1994   | Italia               |
| 2  | Marika Longobardi   | O     | 2 marzo 1998     | Italia               |
| 3  | Silvia Antonaci     | C     | 21 dicembre 1990 | Italia               |
| 4  | Lucrezia Saccani    | S     | 20 maggio 1999   | Italia               |
| 5  | Fabiola Ferro       | S     | 3 novembre 1986  | Italia               |
| 7  | Elena Ferrantello   | L     | 17 aprile 1997   | Italia               |
| 9  | Joelle M'bra        | S     | 8 marzo 1996     | Italia               |
| 10 | Fulvia Gridelli     | C     | 9 luglio 1995    | Italia               |
| 11 | Benedetta Salviato  | L     | 9 gennaio 2004   | Italia               |
| 12 | Yusleinis Herrera   | S     | 12 marzo 1984    | Cuba                 |
| 13 | Lucrezia Salamida   | C     | 21 giugno 1993   | Italia               |
| 14 | Michela Brioli      | P     | 16 febbraio 1996 | Italia               |
| 15 | Gaia Gulino         | P     | 15 gennaio 2002  | Italia               |

## Mercato
| Acquisti | Acquisti            | Acquisti               | Acquisti   |
| R.       | Nome                | da                     | Modalità   |
| -------- | ------------------- | ---------------------- | ---------- |
| C        | Silvia Antonaci     | Olympia Voltri         | definitivo |
| P        | Barbara Bacciottini | Nyíregyháza            | definitivo |
| P        | Michela Brioli      | Terrasini              | definitivo |
| P        | Gaia Gulino         | Angels Project         | definitivo |
| S        | Yusleinis Herrera   | Leonas de Ponce        | definitivo |
| O        | Marika Longobardi   | Altino                 | definitivo |
| S        | Joelle M'bra        | Cutrofiano             | definitivo |
| S        | Lucrezia Saccani    | Porto                  | definitivo |
| C        | Lucrezia Salamida   | San Salvatore Telesino | definitivo |
| L        | Benedetta Salviato  | Cutrofiano             | definitivo |

| Cessioni | Cessioni          | Cessioni             | Cessioni   |
| R.       | Nome              | a                    | Modalità   |
| -------- | ----------------- | -------------------- | ---------- |
| L        | Sara Asero        | Teams Catania        | definitivo |
| S        | Chiara Capponi    | Crotone              | definitivo |
| O        | Jennifer D'Antoni | Albaverde            | definitivo |
| C        | Erika Dell'Ermo   | Sant'Anna            | definitivo |
| S        | Matilde Giardi    | Montale              | definitivo |
| S        | Yusleinis Herrera | -                    | svincolata |
| C        | Asia Leandri      | ?                    | ?          |
| O        | Dalhis Liguori    | Grotte di Castellana | definitivo |
| S        | Ludovica Sudano   | Aurora Siracusa      | definitivo |

## Risultati

### Serie A2

#### Girone di andata
| 1ª Giornata - 10 ottobre 2021 PalaRizza, Modica                             | Modica              | 0 - 3 | Libertas Martignacco | 24-26, 24-26, 25-27        |
| 2ª Giornata - 17 ottobre 2021 PalaCatania, Catania                          | Sicilia             | 3 - 1 | Modica               | 25-19, 25-17, 17-25, 25-18 |
| 3ª Giornata - 24 ottobre 2021 PalaCollodi, Montecchio Maggiore              | Montecchio Maggiore | 3 - 0 | Modica               | 25-23, 25-20, 25-16        |
| 4ª Giornata - 31 ottobre 2021 PalaRizza, Modica                             | Modica              | 0 - 3 | Talmassons           | 18-25, 10-25, 22-25        |
| 5ª Giornata - 3 novembre 2021 PalaScoppa, Soverato                          | Soverato            | 3 - 0 | Modica               | 25-23, 25-20, 26-24        |
| 6ª Giornata - 7 novembre 2021 PalaFrancescucci, Casnate con Bernate         | Alba                | 3 - 0 | Modica               | 25-19, 25-9, 25-20         |
| 7ª Giornata - 14 novembre 2021 PalaRizza, Modica                            | Modica              | 0 - 3 | Mondovì              | 19-25, 21-25, 17-25        |
| 8ª Giornata - 17 novembre 2021 PalaRizza, Modica                            | Modica              | 1 - 3 | Vicenza              | 25-20, 17-25, 15-25, 22-25 |
| 10ª Giornata - 28 novembre 2021 PalaRizza, Modica                           | Modica              | 1 - 3 | Club Italia          | 17-25, 24-26, 25-20, 21-25 |
| 11ª Giornata - 5 dicembre 2021 Palazzetto dello Sport, Villafranca Piemonte | Pinerolo            | 3 - 0 | Modica               | 25-16, 25-20, 25-18        |

#### Girone di ritorno
| 12ª Giornata - 19 dicembre 2021 Palazzetto dello Sport, Martignacco        | Libertas Martignacco | 1 - 3 | Modica              | 23-25, 23-25, 25-18, 18-25       |
| 13ª Giornata - 23 febbraio 2022 PalaRizza, Modica                          | Modica               | 1 - 3 | Sicilia             | 25-23, 17-25, 30-32, 17-25       |
| 14ª Giornata - 26 gennaio 2022 PalaRizza, Modica                           | Modica               | 1 - 3 | Montecchio Maggiore | 25-22, 22-25, 15-25, 13-25       |
| 15ª Giornata - 16 febbraio 2022 Palazzetto dello Sport, Lignano Sabbiadoro | Talmassons           | 3 - 0 | Modica              | 25-15, 25-17, 25-22              |
| 16ª Giornata - 23 gennaio 2022 PalaRizza, Modica                           | Modica               | 0 - 3 | Soverato            | 12-25, 18-25, 11-25              |
| 17ª Giornata - 29 gennaio 2022 PalaRizza, Modica                           | Modica               | 2 - 3 | Alba                | 22-25, 12-25, 25-18, 29-27, 9-15 |
| 18ª Giornata - 6 febbraio 2022 PalaManera, Mondovì                         | Mondovì              | 3 - 1 | Modica              | 25-21, 25-14, 15-25, 25-19       |
| 19ª Giornata - 13 febbraio 2022 Palasport Città di Vicenza, Vicenza        | Vicenza              | 3 - 1 | Modica              | 25-21, 25-19, 22-25, 25-18       |
| 21ª Giornata - 27 febbraio 2022 Centro Pavesi, Milano                      | Club Italia          | 1 - 3 | Modica              | 25-22, 22-25, 20-25, 21-25       |
| 22ª Giornata - 6 marzo 2022 PalaRizza, Modica                              | Modica               | 0 - 3 | Pinerolo            | 15-25, 12-25, 19-25              |

#### Pool Salvezza

##### Girone di andata
| 1ª Giornata - 20 marzo 2022 Palazzetto dello Sport, Lanciano | Altino  | 2 - 3 | Modica  | 25-21, 20-25, 25-23, 16-25, 13-15 |
| 2ª Giornata - 27 marzo 2022 PalaRizza, Modica                | Modica  | 3 - 0 | Assitec | 25-13, 25-18, 25-23               |
| 3ª Giornata - 3 aprile 2022 PalaBellina, Marsala             | Marsala | 3 - 1 | Modica  | 24-26, 25-20, 25-20, 25-22        |
| 4ª Giornata - 9 aprile 2022 PalaRizza, Modica                | Modica  | 1 - 3 | Aragona | 25-17, 23-25, 21-25, 17-25        |

##### Girone di ritorno
| 1ª Giornata - 17 aprile 2022 PalaRizza, Modica                      | Modica  | 3 - 2 | Altino  | 21-25, 25-21, 25-21, 19-25, 15-13 |
| 2ª Giornata - 24 aprile 2022 PalaIaquaniello, Sant'Elia Fiumerapido | Assitec | 3 - 1 | Modica  | 25-16, 25-16, 20-25, 25-16        |
| 3ª Giornata - 4 maggio 2022 PalaRizza, Modica                       | Modica  | 3 - 0 | Marsala | 25-10, 26-24, 25-23               |
| 4ª Giornata - 7 maggio 2022 PalaMoncada, Porto Empedocle            | Aragona | 3 - 1 | Modica  | 21-25, 25-22, 25-19, 25-16        |

## Statistiche

### Statistiche di squadra
| Competizione | Punti | In casa | In casa | In casa | In trasferta | In trasferta | In trasferta | Totale | Totale | Totale |
| Competizione | Punti | G       | V       | P       | G            | V            | P            | G      | V      | P      |
| ------------ | ----- | ------- | ------- | ------- | ------------ | ------------ | ------------ | ------ | ------ | ------ |
| Serie A2     | 17    | 14      | 3       | 11      | 14           | 3            | 11           | 28     | 6      | 22     |
| Totale       | -     | 14      | 3       | 11      | 14           | 3            | 11           | 28     | 6      | 22     |

G = partite giocate; V = partite vinte; P = partite perse 

### Statistiche dei giocatori
| Giocatore      | Serie A2 | Serie A2 | Serie A2 | Serie A2 | Serie A2 | Totale | Totale | Totale | Totale | Totale |
| Giocatore      | P        | PT       | AV       | MV       | BV       | P      | PT     | AV     | MV     | BV     |
| -------------- | -------- | -------- | -------- | -------- | -------- | ------ | ------ | ------ | ------ | ------ |
| S. Antonaci    | 28       | 174      | 129      | 32       | 13       | 28     | 174    | 129    | 32     | 13     |
| B. Bacciottini | 25       | 15       | 10       | 2        | 3        | 25     | 15     | 10     | 2      | 3      |
| M. Brioli      | 24       | 25       | 12       | 3        | 10       | 24     | 25     | 12     | 3      | 10     |
| E. Ferrantello | 24       | 0        | 0        | 0        | 0        | 24     | 0      | 0      | 0      | 0      |
| F. Ferro       | 19       | 71       | 58       | 7        | 6        | 19     | 71     | 58     | 7      | 6      |
| F. Gridelli    | 28       | 220      | 148      | 56       | 16       | 28     | 220    | 148    | 56     | 16     |
| G. Gulino      | 3        | 0        | 0        | 0        | 0        | 3      | 0      | 0      | 0      | 0      |
| Y. Herrera     | 14       | 142      | 129      | 6        | 7        | 14     | 142    | 129    | 6      | 7      |
| M. Longobardi  | 28       | 409      | 368      | 17       | 24       | 28     | 409    | 368    | 17     | 24     |
| J. M'bra       | 28       | 364      | 315      | 23       | 26       | 28     | 364    | 315    | 23     | 26     |
| L. Saccani     | 28       | 8        | 1        | 0        | 7        | 28     | 8      | 1      | 0      | 7      |
| L. Salamida    | 24       | 97       | 63       | 16       | 18       | 24     | 97     | 63     | 16     | 18     |
| B. Salviato    | 18       | 0        | 0        | 0        | 0        | 18     | 0      | 0      | 0      | 0      |

P = presenze; PT = punti totali; AV = attacchi vincenti; MV = muri vincenti; BV = battute vincenti